# ITT Automotive Detroit Grand Prix 1994
ITT Automotive Detroit Indy Grand Prix 1994 var ett race som var den sjätte deltävlingen i PPG IndyCar World Series 1994. Racet kördes den 12 juni på Belle Isle Park i Detroit, Michigan. Marlboro Team Penske fortsatte att dominera, och genom Paul Tracys seger hade alla tre förarna vunnit deltävlingar under 1994. Trots sin tiondeplats behöll Al Unser Jr. mästerskapsledningen, men Emerson Fittipaldi närmade sig, tack vare sin andraplats. Robby Gordon slutade trea.

## Slutresultat
| Plats | Förare              | Team                     | Grid | Kvaltid  |
| ----- | ------------------- | ------------------------ | ---- | -------- |
| 1     | Paul Tracy          | Marlboro Team Penske     | 3    | 1.10,101 |
| 2     | Emerson Fittipaldi  | Marlboro Team Penske     | 4    | 1.10,958 |
| 3     | Robby Gordon        | Walker Racing            | 11   | 1.11,588 |
| 4     | Teo Fabi            | Jim Hall Racing          | 8    | 1.11,516 |
| 5     | Michael Andretti    | Chip Ganassi Racing      | 10   | 1.11,523 |
| 6     | Bobby Rahal         | Rahal-Hogan Racing       | 6    | 1.11,192 |
| 7     | Jacques Villeneuve  | Team Green               | 7    | 1.11,331 |
| 8     | Maurício Gugelmin   | Chip Ganassi Racing      | 5    | 1.11,119 |
| 9     | Bryan Herta         | A.J. Foyt Enterprises    | 18   | 1.13,092 |
| 10    | Al Unser Jr.        | Marlboro Team Penske     | 2    | 1.10,023 |
| 11    | Scott Goodyear      | Budweiser King Racing    | 21   | 1.13,362 |
| 12    | Christian Danner    | Project Indy             | 17   | 1.12,758 |
| 13    | Scott Sharp         | PacWest Racing           | 26   | 1.13,968 |
| 14    | Mark Smith          | Walker Racing            | 23   | 1.13,583 |
| 15    | Fredrik Ekblom      | McCormack Motorsports    | 20   | 1.13,201 |
| 16    | Willy T. Ribbs      | Walker Racing            | 28   | 1.14,528 |
| 17    | Buddy Lazier        | Leader Cards Racing      | 27   | 1.14,362 |
| 18    | Mario Andretti      | Newman/Haas Racing       | 9    | 1.11,523 |
| 19    | Arie Luyendyk       | Indy Regency Racing      | 14   | 1.12,206 |
| 20    | Jimmy Vasser        | Hayhoe Racing            | 19   | 1.13,146 |
| 21    | Nigel Mansell       | Newman/Haas Racing       | 1    | 1.09,582 |
| 22    | Adrián Fernández    | Galles Racing            | 13   | 1.11,651 |
| 23    | Stefan Johansson    | Bettenhausen Motorsports | 12   | 1.11,643 |
| 24    | Marco Greco         | Arciero Racing           | 22   | 1.13,469 |
| 25    | Dominic Dobson      | PacWest Racing           | 24   | 1.13,673 |
| 26    | Alessandro Zampedri | Dale Coyne Racing        | 25   | 1.13,677 |
| 27    | Mike Groff          | Rahal-Hogan Racing       | 15   | 1.12,471 |
| 28    | Raul Boesel         | Dick Simon Racing        | 14   | 1.12,230 |

Följande förare missade att kvalificera sig:
- Ross Bentley
- Giovanni Lavaggi
- Hiro Matsushita